# NGC 3353
NGC 3353 (другие обозначения — UGC 5860, IRAS10422+5613, MCG 9-18-22, ZWG 267.9, MK 35, HARO 3, PGC 32103) — спиральная галактика (Sb) в созвездии Большая Медведица.
Этот объект входит в число перечисленных в оригинальной редакции «Нового общего каталога».
Галактика NGC 3353 входит в состав группы галактик NGC 3264. Помимо NGC 3353 в группу также входят NGC 3206, NGC 3220, NGC 3264, UGC 5848 и UGCA 211.
В галактике существует область звёздообразования с возрастом 0,1 — 5 миллионов лет.